# Glenniea adamii
Glenniea adamii är en kinesträdsväxtart som först beskrevs av Fouilloy, och fick sitt nu gällande namn av Leenhouts. Glenniea adamii ingår i släktet Glenniea och familjen kinesträdsväxter. Inga underarter finns listade i Catalogue of Life.